# Banda juvenil
Banda juvenil (título original: Team-Mates) es una película estadounidense del género comedia de 1978, dirigida por Steven Jacobson, escrita por Jennifer Lawson y Samuel M. Sherman, en la fotografía estuvo Lew Lester, el elenco está compuesto por Karen Corrado, Max Goff, Irwin Keyes y Estelle Getty, entre otros. Este largometraje fue producido por Independent-International Pictures y se estrenó el 21 de noviembre de 1978.

## Sinopsis
Este largometraje trata acerca de Vicki Mason, una alumna de último año de secundaria, ella quiere demostrar que puede ser parte del equipo de fútbol americano del colegio.